# Vorderer Rettenbach
Der Vordere Rettenbach ist ein rechter Zufluss der Steyr im Sengsengebirge in Oberösterreich.

## Geographie

### Teufelskirche

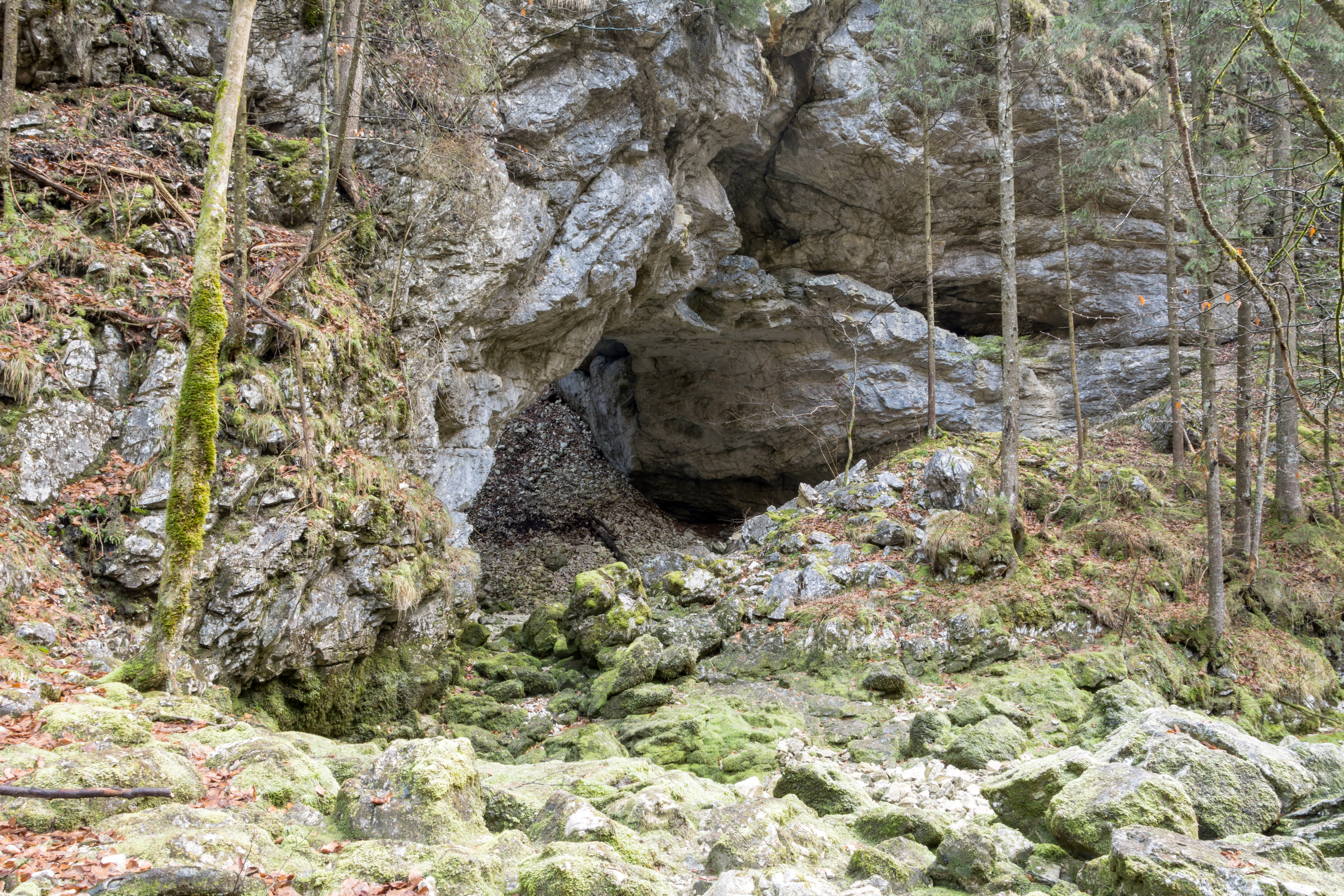
Karstquelle Teufelskirche (versiegt)

Der Vordere Rettenbach entspringt einer Karstquelle, der Teufelskirche. Es handelt sich um eine einzige Austrittsstelle unterhalb eines Dolomittorbogens, dem Naturdenkmal Teufelskirche. Die Quelle entspringt am linken Hang des Rettenbachgrabens. Als Einzugsgebiet ist die Fortsetzung des Langen Grabens, die Gruben und der hauptsächlich westlich anschließende Gebirgskamm bekannt. Der Hydrographische Dienst Oberösterreich betreibt hier eine Quellmessstation. Die mittlere Schüttung liegt bei 1060 Litern pro Sekunde und schwankt zwischen 20 und 37.400 l/s.

### Verlauf

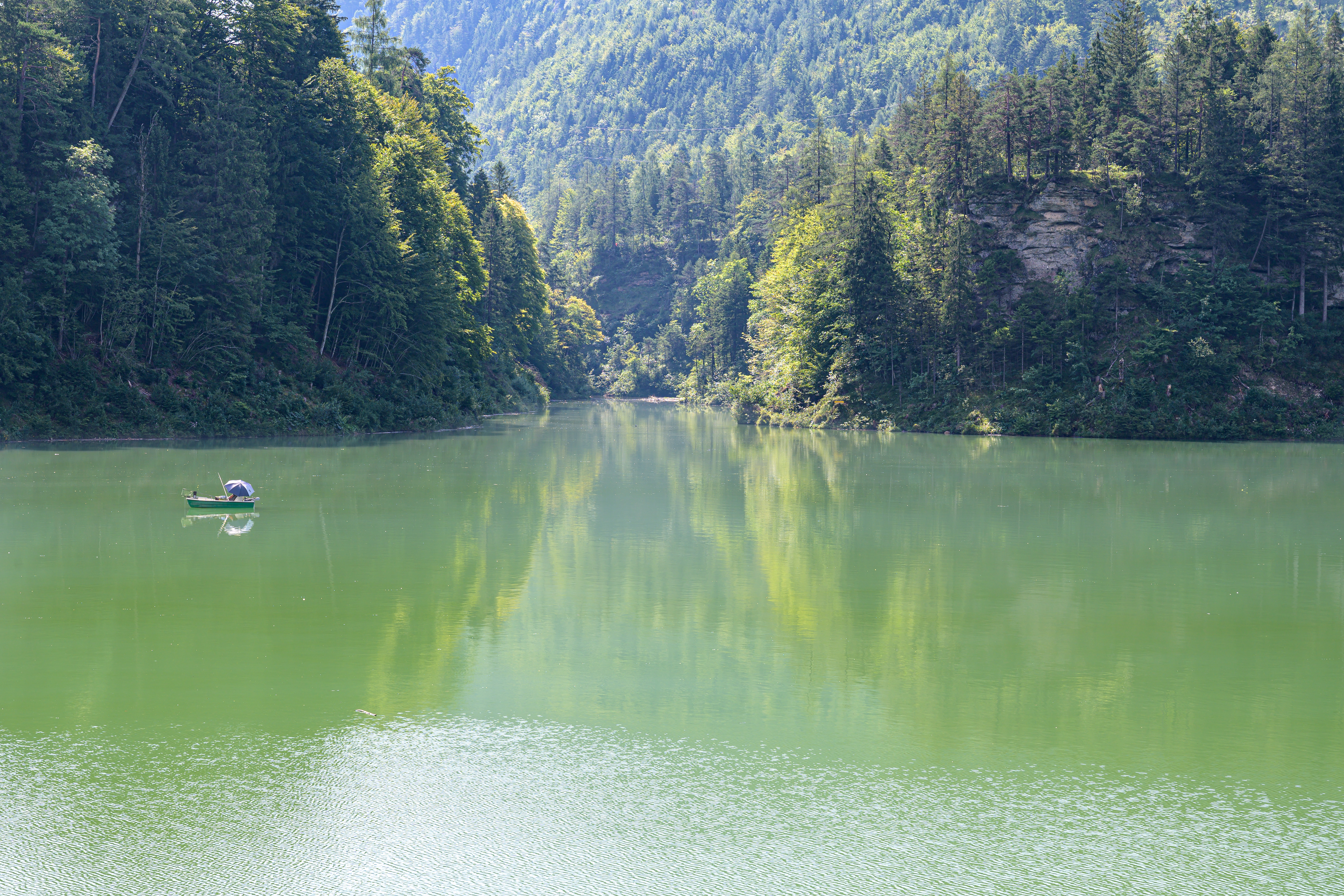
Mündung in den Stausee Klaus

Nach seiner Quelle fließt der Vordere Rettenbach in westliche Richtung, unterquert die Pyhrn Autobahn und mündet in die zum Klauser See aufgestaute Steyr.